# 丸野弥高
丸野 弥高（まるの やこう、1900年3月20日-1976年3月22日）は、日本の国文学者。明治大学名誉教授。

## 人物
鹿児島県鹿児島市平之町に生まれ、鹿児島県立第二鹿児島中学校 (旧制)を1918年3月に卒業。同校3年次に1年休学しており、その間、文学書を読みあさっていた。また、当時の校長の方針で旧制第二鹿児島中では国語の副読本に田山花袋の随筆「椿」が使われており、この頃から自然主義文学に興味を抱く。
1926年3月に第七高等学校造士館 (旧制)を、1930年に東京帝国大学文学部国文学科をそれぞれ卒業。旧制第七高校では文芸部に入っていた。また、学生時代から「潮騒」主宰の太田水穂に師事して短歌をつくる。
1931年3月、東京帝国大学大学院を中退し、同年6月から1940年5月まで東京女子体育専門学校講師、1939年11月から1944年3月まで東京慈恵会医科大学予科講師。1941年4月から明治大学予科で講師を務め、1942年8月に同予科教授に就任。1949年3月、学制改革により新制明治大学商学部の教授となる。1952年4月以降は同大学の文学部日本文学科の教授も定年まで兼担。1958年4月からは東洋女子短期大学講師も併任。1968年春に明治大学を定年退職し、名誉教授、兼任講師となる。1976年、肺がんで逝去。
編著書に『新修日本叙情詩歌』（共編著、桜楓社、1978年）の他、いくつかの国語学習参考書がある。